# برخاسته از ویرانه‌ها
برخاسته از ویرانه ها (آلمانی: Auferstanden aus Ruinen) سرود ملی جمهوری دموکراتیک آلمان شرقی بود.
متن آن نوشته یوهانس بشر و موسیقی آن نیز اثر هانس آیسلر بود.